# 孙伏园
孙伏园（1894年12月24日—1966年1月2日），原名福源，笔名伏庐、伯生、松年等，男，浙江绍兴人，中华民国早期学者、作家、散文家、副刊编辑，在新闻学上有民国“副刊大王”之称。

## 生平
1894年生于浙江绍兴的一个店员家庭。早年在家乡读书，1918年经周作人介绍，与其弟孙福熙一起到北京大学旁听，第二年转为正式生。北大期间加入文学团体新潮社。
1919年出任北京《国民公报》副刊编辑。《国民公报》因刊登揭露段祺瑞政府丑闻被查封后，孙伏园转入《晨报》当记者。
1920年，他与茅盾、郑振铎等人共同发起著名文学团体——文学研究会。
孙在北大期间由李大钊安排任职北大图书馆书记，月薪8元，勉够伙食费。后来任《晨报》副刊主编后便辞去图书馆书记职务，由毛泽东接任。
1921年，孙伏园从北大毕业，正式进入《晨报》出任副刊编辑。在主持晨报副刊时，发表鲁迅作品《阿Q正传》、冰心的《寄小读者》、周作人的《自己的园地》等许多后来被熟知的作品。并大量介绍西方文化科学著作及译者。在其主持下，晨报副刊实际成为新文化运动的一处宣传阵地。1924年10月预备发表鲁迅打油诗《我的失恋》时，与代理主编刘勉发生冲突，孙伏园随后辞职，离开《晨报》。同年11月与鲁迅等人发起成立语丝社，出版语丝周刊。12月初接受了邵飘萍的邀请，主编《京报副刊》。1926年4月24日《京报》被查封，孙伏园与其弟孙福熙一起南下到广州中山大学任教。
1926年应厦门大学文学院院长林语堂之邀，赴该校出任国学院编辑部干事，兼任厦门南普陀寺附设南佛学院教职，并继续与在该校任教的鲁迅保持密切联系。当年冬再赴广州，任《国民日报》副刊编辑，兼任中山大学史学系主任。
1927年3月应邀到武汉主编汉口《中央日报》副刊，在武汉国民政府时期，发表过毛泽东的《湖南农民运动考察报告》、郭沫若的《脱离蒋介石以后》等文章。“宁汉合流”后，武汉《中央日报》停刊。同年冬孙伏园前往上海。
1928年创办并主编《当代》杂志，1929年与其弟赴法国留学。1931年回国后，应晏阳初等人邀请，出任河北定县中华平民教育促进会文学部主任，推动平民文学教育，主编《农民报》，还参与主编《民间》杂志。
1937年曾任湖南衡山实验县县长。抗战爆发后转至重庆，1939年被选为国民政府军委会政治部设计委员。
1941年初，孙伏园接受了重庆《中央日报》社社长陈博生的约请，主编《中央副刊》，后因刊发郭沫若的历史剧《屈原》而被解聘。
抗战胜利后在成都华西大学文学院、齐鲁大学、四川大学中文系任教。1949年上半年，任成都《新民报》主笔兼副刊主编。1949年7月，孙伏园到北京参加第一次全国文代会，被选为全国文联委员。中华人民共和国成立后，担任国家出版署版本图书馆馆长。
1954年冬因脑溢血导致偏瘫。1966年1月2日，孙伏园病逝于北京。

## 评价及影响
史学界评价孙伏园一生主要从事事业主要有两项：副刊编辑和平民教育。他前后主编六个报纸副刊，积累大量的副刊编辑经验，发表过一系列研究报纸副刊的文章，提出过一整套副刊编辑思想，因而被后世新闻史学界称为“副刊大王”。